# Trapecista (canción)
«Trapecista» es una canción interpretada por el cantautor español Enrique Iglesias, incluida en su álbum debut de estudio homónimo Enrique Iglesias (1995). Fue lanzado como el quinto y último sencillo de dicho álbum por la empresa discográfica Fonovisa el 16 de septiembre de 1996.
Se posicionó en los primeros lugares de las listas de música de aquellos meses, resultando otro éxito más para Iglesias.
La canción fue grabada primeramente en 1995 pero fue editado como sencillo en el año '96. Fue escrita y producida por el compositor y productor musical español Rafael Pérez Botija.

## Video musical
En el video fue dirigido por Jon Small y en él muestra a Iglesias cantando la canción mientras imagina como su amada lo acaricia mientras ella se baña y el canta la canción sentado en un sillón.
Se intercalan escenas de Iglesias y su novia (en el video) jugando ajedrez o platicando como una pareja, pero son solo recuerdos.

## Listas
| Lista (1996/1997)                             | Máxima posición |
| --------------------------------------------- | --------------- |
| U.S. Billboard Hot Latin Tracks               | 1               |
| U.S. Billboard Latin Pop Airplay              | 2               |
| U.S. Billboard Latin Regional Mexican Airplay | 8               |
| U.S. Billboard Latin Tropical/Salsa Airplay   | 19              |

### Sucesión en las listas
| Predecesor: Recuerdos, tristeza y soledad de Marco Antonio Solís | U.S. Billboard Hot Latin Tracks — Sencillo N°. 1 7 de diciembre de 1996 - 10 de enero de 1997 | Sucesor: Así como te conocí de Marco Antonio Solís |

## Créditos y personal
- Arreglos: Rafael Pérez Botija
- Teclados y programación: Rafael Pérez Botija
- Bajo: Scott Alexander
- Batería: Greg Bissonette
- Guitarras: George Doering y Michael Landau
- Percusión: Luis Conte